# پیتر فرامپتون
پیتر فرامپتون (به انگلیسی: Peter Frampton)، با نام اصلیِ پیتر کِنِث فرامپتون (به انگلیسی: Peter Kenneth Frampton) (زادهٔ ۲۲ آوریل ۱۹۵۰) موسیقی‌دان، گیتاریست، و خوانندهٔ اهل بریتانیا است. او از سال ۱۹۶۶ تاکنون مشغول فعالیت بوده‌است.
فرامپتون در سال ۲۰۰۷ برندهٔ جایزهٔ گرَمی شده‌است.